# Stemphylium vesicarium
Stemphylium vesicarium är en svampart som först beskrevs av Carl (Karl) Friedrich Wilhelm Wallroth, och fick sitt nu gällande namn av E.G. Simmons 1969. Stemphylium vesicarium ingår i släktet Stemphylium och familjen Pleosporaceae.   Inga underarter finns listade i Catalogue of Life.

## Källor

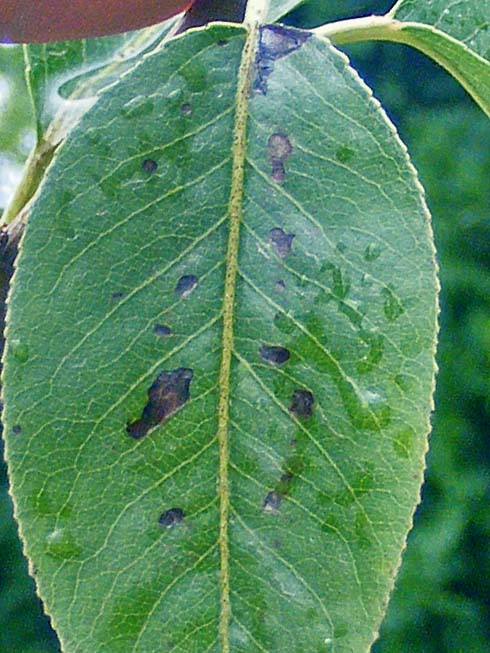
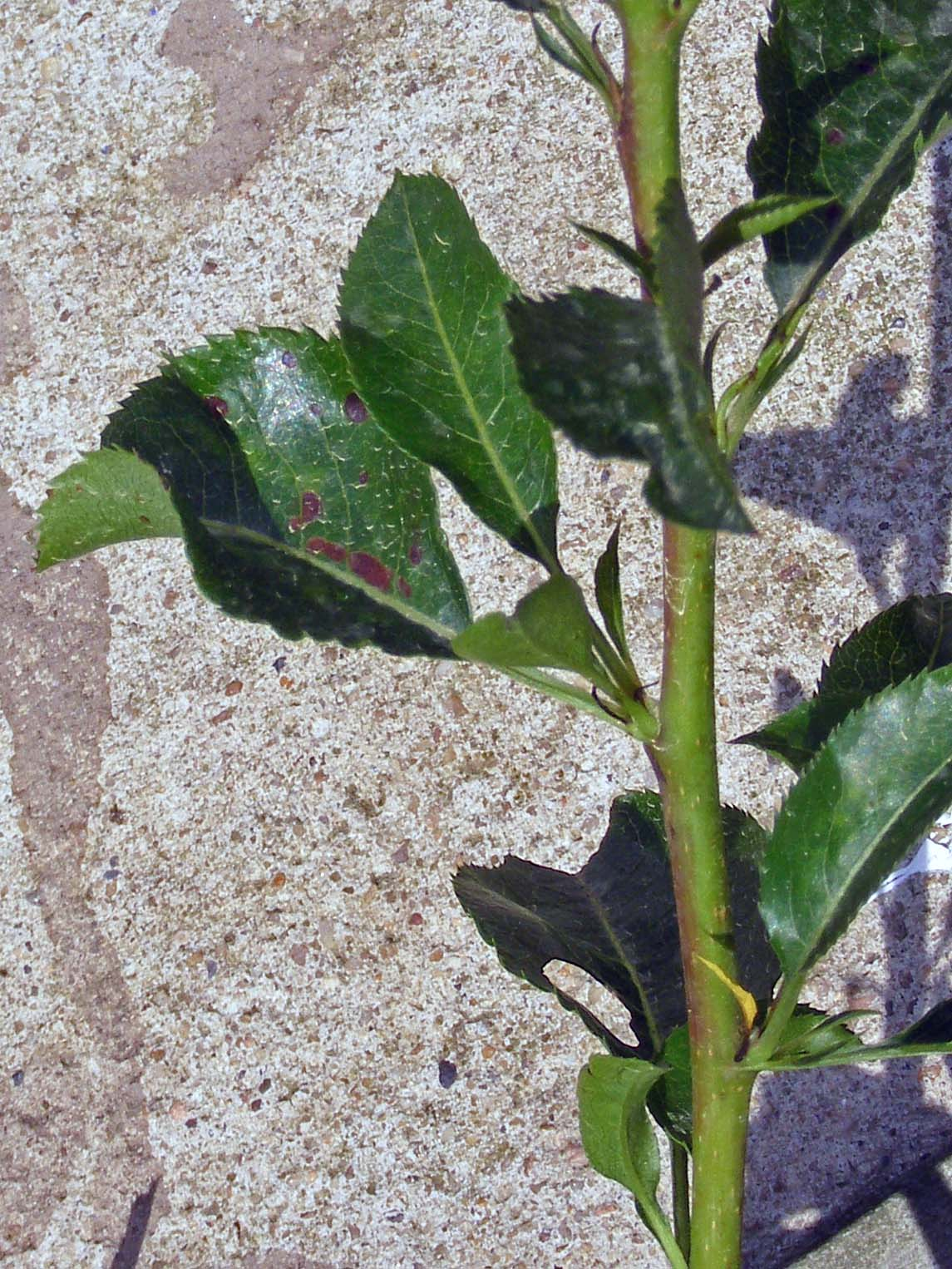
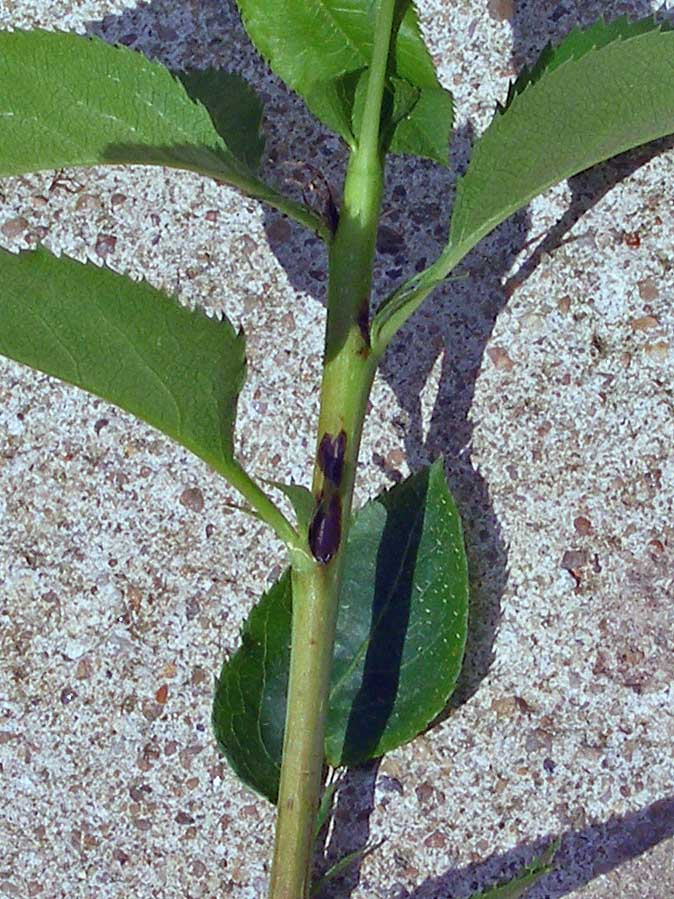